# AliOS
AliOS (dawniej: Yun OS, Aliyun OS) – mobilny system operacyjny stworzony przez chińskie przedsiębiorstwo Alibaba.
Pierwsza wersja systemu została wydana w 2011 roku.
W Chinach jest drugim po Androidzie mobilnym systemem operacyjnym pod względem udziału w rynku.